# السيدة أوزموند (رواية)
السيدة أوزموند (بالإنجليزية: Mrs Osmond)‏ هي رواية للكاتب الأيرلندي جون بانفيل، نشرت عام 2017، عن دار نشر بنغوين.

## القصة
تعتبر الرواية تكملة لرواية "صورة سيدة" لهنري جيمس، بنفس الشخصية الرئيسية وهي إيزابيل آرتشر. والكاتب واقع تحت تأثيرهنري جيمس بشكل كبير من حيث الأسلوب الروائي السردي.
وبطلة الرواية إيزابيل هي امرأة أمريكية تزوجت من جيلبرت أوزموند الأوروبي. وانتقلت من ألباني في ولاية نيويورك مع زوجها. لكنها تكتشف أن زوجها تزوجها من أجل مالها، وأن له عشيقة هي مدام ميرل. فتستخدم مالها من أجل الانتقام. 